# Kerteminde
Kerteminde este un oraș în Danemarca.